# Eduard Hämäläinen
Eduard Hämäläinen (né le 21 janvier 1969 à Karaganda, en ancienne Union soviétique) est un athlète biélorusse, puis finlandais spécialiste du décathlon et des épreuves combinées. Triple médaillé d'argent lors des Championnats du monde, et vainqueur du Meeting de Götzis, Hämäläinen a dépassé dans sa carrière à sept reprises les 8 500 points, et à vingt-trois reprises les 8 000 points.

## Nationalité
Le grand-père d'Eduard a été déporté de Finlande en Russie en 1917. Son petit-fils participe aux compétitions pour l'Union soviétique jusqu'en 1991, puis en 1992 pour la Communauté des États indépendants, puis de 1993 à 1996 pour la Biélorussie (avec un nom translittéré alors Edvard Khaymaylayinen) étant donné qu'il habite à Grodno. Il s'installe à Kuortane en 1996 et devient Finlandais le 1er janvier 1997.

## Carrière sportive
Lors des Championnats du monde junior d'athlétisme 1988 à Sudbury, au Canada, Hämäläinen remporte la médaille de bronze avec 7 596 points, derrière l'allemand Michael Kohnle et le tchèque Robert Změlík. En 1991 à Tokyo, lors des Championnats du monde en plein air, il doit se contenter de la 7e place avec 8 233 points. Concourant sous les couleurs de l'équipe unifiée des ex-républiques soviétiques lors des Jeux olympiques d'été de 1992 à Barcelone, il est contraint à l'abandon après le saut en hauteur, quatrième épreuve du concours.
En début de saison 1993, Eduard Hämäläinen remporte la médaille de bronze de l'heptathlon, épreuve de démonstration des Championnats du monde en salle disputés à Toronto, se classant derrière l'Américain Dan O'Brien et le Canadien Mike Smith. Il s'agit de la quatrième et dernière compétition d'heptathlon disputée par Hämäläinen dans sa carrière, son record personnel étant de 6 096 points, établi à Berlin en 1992. Vainqueur du Meeting de Götzis en mai, il parvient à se hisser sur la deuxième marche du podium des Championnats du monde de Stuttgart, parvenant à inquiéter jusqu'au terme de la compétition Dan O'Brien. Il améliore son record personnel avec 8 724 points et signe en 13 s 57 le meilleur temps réalisé sur 110 m haies dans un décathlon.
Eduard Hämäläinen réalise la meilleure performance de sa carrière le 29 mai 1994 en remportant le meeting de Götzis avec 8 735 points. Il améliore à cette occasion quatre records personnels (10 s 69 sur 100 m, 2,11 m à la hauteur, 16,05 m au poids et 52,20 m au disque). Figurant parmi les favoris des Championnats d'Helsinki, et proche du record du monde de Dan O'Brien, il abandonne la compétition après la première journée, chutant sur le premier obstacle du 110 m haies. En 1995, il décroche sa deuxième médaille d'argent consécutive à l'occasion des Championnats du monde de Göteborg. Comme à Stuttgart deux ans plus tôt, il est dominé par O'Brien, mais établit son meilleur total de l'année avec 8 489 points. Il dispute un an plus tard ses deuxièmes Jeux olympiques consécutifs, sa dernière compétition sous les couleurs de la Biélorussie. À Atlanta, Hämäläinen termine cinquième du concours avec 8 613 points, devancé de 51 points seulement par le Tchèque Tomáš Dvořák, médaillé de bronze.
Il obtient la nationalité finlandaise en début d'année 1997. Pour l'une de ses premières compétitions sous ses nouvelles couleurs, Hämäläinen s'adjuge le meeting de Götzis, signant sa troisième victoire après 1993 et 1994. À domicile, à Oulu, il dispute et remporte la Coupe d'Europe d'athlétisme B des épreuves combinées. Durant l'été, à Athènes, il participe à ses quatrièmes Championnats du monde consécutifs, obtenant une nouvelle fois une médaille d'argent. Auteur du deuxième meilleur total de sa carrière avec 8 730 points, il établit un nouveau record national de Finlande. En 1998, Eduard Hämäläinen se classe deuxième des Championnats d'Europe de Budapest, derrière l'Estonien Erki Nool et devant le Russe Lev Lobodin, ce podium ayant la particularité de voir trois athlètes ayant grandi en Union soviétique de trois nationalités différentes.
Handicapé par des blessures lors des saisons 1999 et 2000, il ne termine que 24e des Jeux olympiques de Sydney et abandonne les Championnats du monde d'Edmonton après deux épreuves. Il met un terme à sa carrière sportive à l'issue de l'année 2001.

## Palmarès
| Année | Compétition                    | Lieu      | Résultat | Épreuve    | Points    |
| ----- | ------------------------------ | --------- | -------- | ---------- | --------- |
| 1988  | Championnats du monde junior   | Sudbury   | 3e       | Décathlon  |           |
| 1991  | Championnats du monde          | Tokyo     | 7e       | Décathlon  |           |
| 1993  | Championnats du monde en salle | Toronto   | 3e       | Heptathlon |           |
| 1993  | Meeting de Götzis              | Götzis    | 1er      | Décathlon  |           |
| 1993  | Championnats du monde          | Stuttgart | 2e       | Décathlon  |           |
| 1994  | Meeting de Götzis              | Götzis    | 1er      | Décathlon  | 8 735 pts |
| 1995  | Championnats du monde          | Göteborg  | 2e       | Décathlon  |           |
| 1996  | Jeux olympiques                | Atlanta   | 5e       | Décathlon  |           |
| 1997  | Meeting de Götzis              | Götzis    | 1er      | Décathlon  |           |
| 1997  | Championnats du monde          | Athènes   | 2e       | Décathlon  |           |
| 1998  | Championnats d'Europe          | Budapest  | 2e       | Décathlon  |           |
| 2001  | Championnats du monde          | Edmonton  | Ab.      | Décathlon  |           |

## Records
- 100 m : 10 s 69 (1994)
- Longueur : 7,56 m (1997)
- Poids : 16,74 m (1996)
- Hauteur : 2,11 m (1994), en salle : 2,15 m (1995)
- 400 m : 46 s 71 (1997)
- 110 m haies : 13 s 57 (1993)
- Disque : 52,20 m (1994)
- Perche : 5,30 m (1993)
- Javelot : 61,88 m (1993)
- 1 500 m : 4 min 22 s 5 (1987)
- Décathlon : 8 735 points (1994)